# Victoriano Huerta
José Victoriano Huerta Márquez (ur. 23 grudnia 1850 w Colotlán, zm. 13 stycznia 1916 w El Paso) – meksykański wojskowy i polityk, prezydent Meksyku w latach 1913–1914. Z pochodzenia Indianin (Huichole).
Generałem został jeszcze w okresie rządów Porfirio Díaza. Podczas rewolucji meksykańskiej był dowódcą armii rządowej i walczył z chłopskimi oddziałami. W 1913 wziął udział w spisku przeciw Francisco Madero i 19 lutego ogłosił się tymczasowym prezydentem. Cztery dni po objęciu władzy przez Huertę, na jego rozkaz, Madero został zamordowany.
Dyktatorskie zapędy Huerty wywołały sprzeciw chłopskiej partyzantki Zapaty i Villi, a także liberałów zgromadzonych wokół Venustiano Carranzy.
Uznania rządu Huerty odmówiły Stany Zjednoczone, motywując to bezprawnym przejęciem przez niego władzy. Marynarka wojenna USA zajęła port w Veracruz aby odciąć armię Huerty od dowozu broni. W Meksyku wybuchły gwałtowne protesty antyamerykańskie, niemniej 14 lipca 1914 Huerta zrezygnował ze sprawowania władzy.
Udał się na emigrację, najpierw na Jamajkę, następnie przebywał w Anglii i Hiszpanii. Zmarł w Stanach Zjednoczonych.